# Whipple (cráter)
Whipple es un cráter de impacto ubicado en la cara oculta de la Luna, muy cerca del Polo Norte del satélite. Se encuentra al este de los prominentes cráteres Byrd y Peary, yaciendo en el borde de este último.
|  |

Su fondo se halla permanentemente oculto a la luz del Sol. Algunos tipos de átomos y de moléculas ligeros, como el agua (y el mercurio), entran en el cráter y quedan atrapados debido a las condiciones extremadamente frías que prevalecen en su interior. Además, el eco del radar del cráter Whipple se caracteriza por una alta relación de polarización circular (CPR) con el mismo sentido. Se cree que esto indica la presencia de depósitos de hielo gruesos -al menos de 2 metros-  relativamente puros. Dichos depósitos de hielo representan una fuente potencialmente valiosa de agua potable, así como un propulsor de cohetes en forma de hidrógeno líquido y oxígeno líquido (LH2 / LO2).
Además, Whipple se halla junta a una gran meseta, cuasi permanentemente iluminada por el sol, que ocupa su borde norte. Allí, el sol es visible casi el 80% del tiempo en promedio; la temperatura en esas áreas casi permanentemente iluminadas por el sol es bastante suave para los estándares lunares, con un promedio de aproximadamente -50 °C, ± 10°. Esta combinación de cráteres de CPR permanentemente a la sombra y adyacentes a la meseta casi permanentemente iluminada por el sol es única en la región del Polo Norte de la Luna.
Debe su nombre al astrónomo estadounidense Fred Lawrence Whipple (1906-2004), según una resolución de la UAI adoptada en 2009.

## Referencias

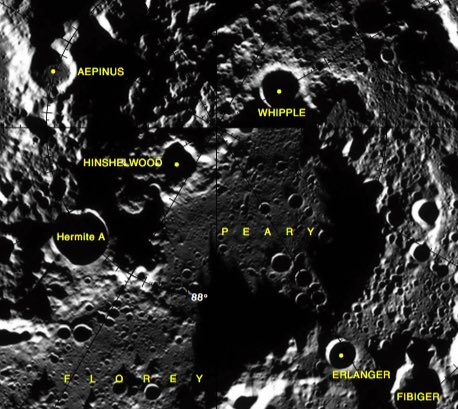
Entorno de Whipple